# زراعت‌گرایی

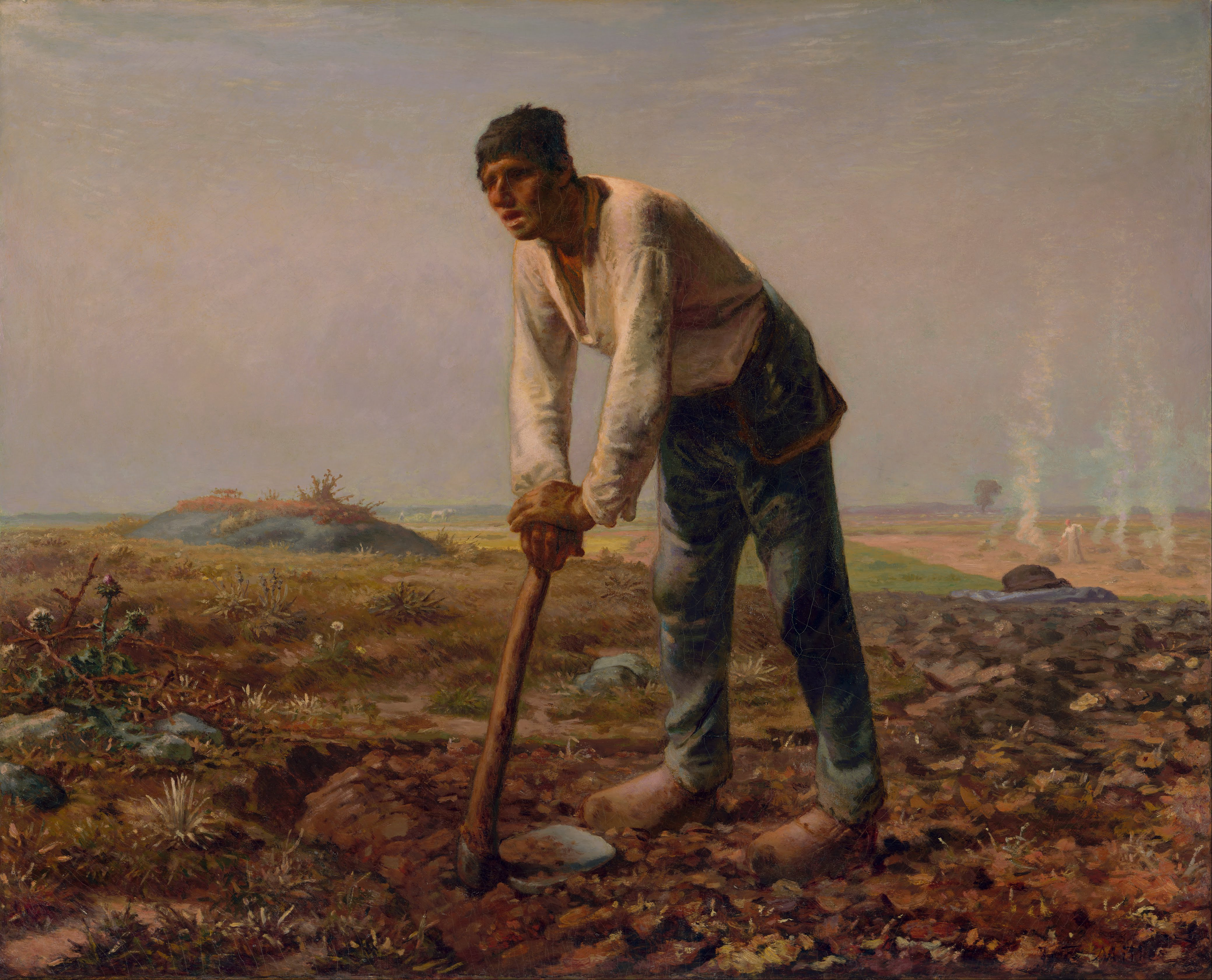
مرد با کج بیل، رنگ‌روغن روی بوم، حدود ۱۸۶۰–۱۸۶۲. ژان‌فرانسوا میله

زراعت گرایی (به انگلیسی: Agrarianism)، یک فلسفه سیاسی و اجتماعی است که در طول تاریخ ظاهراً خواستار اعمال راهبردها و راهکارهای مساوات خواهی بوده است، احزاب سیاسی زراعت گرا، معمولاً از حقوق کشاورزان کوچک و دهقانان فقیر در برابر ثروتمندان جامعه حمایت می‌کنند.
زراعت گرایی در دوره بین ۲ جنگ جهانی، از حمایت و نفوذ زیادی برخوردار بود، اما طی دهه‌های ۱۹۲۰ و ۱۹۳۰ ویژگی‌های ملی‌گرایی و فاشیستی در بعضی احزاب حامی زراعت گرایی رشد کرد و باعث کاهش اعتبار این طرز فکر و احزاب حامی آن شد.
امروزه تنها در کشورهای اسکاندیناوی و بالتیک، احزاب زراعت گرا همچنان اعتبار خود را حفظ کرده و از نفوذ و اعتبار مردمی برخوردارند.

## دیدگاه فلسفی
برخی از صاحب نظران معتقدند که از دیدگاه فلسفهٔ زراعت گرایی، جامعه روستایی برتر از جامعهٔ شهری فرض می‌شود؛ و هواداران این فلسفه، دهقان مستقل را برتر از کارگر مزدور می‌دانند. ایشان کشاورزی و بارور کردن زمین را راهی بهتر برای زندگی معرفی و تبلیغ می‌کنند. راهی که می‌تواند، ارزشهای ایده‌آل اجتماعی را شکل دهد. این فلسفه، مدعی برتری زندگی ساده روستایی، نسبت به زندگی پیچیدهٔ شهری است.
به عنوان مثال، م. توماس اینگه، زراعت گرایی را طبق اصولی، چنین تعریف و تبلیغ می‌کند:
- کشاورزی تنها شغلی است که استقلال و خودکفایی به شخص ارزانی می‌کند.
- زندگی شهری، سرمایه‌داری و فناوری۰ استقلال و کمال را از بین برده و موجب ضعف و فساد می‌شوند.
- جامعه کشاورزی، با رفاقت در کار و همکاری، یک جامعهٔ نمونه است.
- زارع، در نظم جهانی از موقعیتی ثابت و پایدار برخوردار است. کشاورزان، هویت ، سنت‌های تاریخی و مذهبی خود را حفظ می‌کنند. احساس تعلق به یک خانواده، مکان و منطقهٔ مشخص دارند و این احساس، از نظر روانشناختی و فرهنگی سودمند است. زندگی آرام و موزون آنها با پراکندگی و بیگانگی و انحراف تحمیل شده، توسط جامعه مدرن مقابله می‌کند.
- کشت زمین، دارای ارزش معنوی است. از این طریق کشاورز، مردانگی، اعتماد به نفس، شجاعت، صداقت و مهمان نوازی را در خود پرورش می‌دهد. این فضایل نتیجه تماس مستقیم با خاک و طبیعت و ارتباط نزدیک با پروردگار است. رستگاری کشاورز، از آن بابت است که او در نظم و بی نظمی از خدا سرمشق می‌گیرد.